# Conferenza di Dartmouth
Nell'ambito dell'intelligenza artificiale, la conferenza di Dartmouth si riferisce al Dartmouth Summer Research Project on Artificial Intelligence, svoltosi nel 1956, e considerato come l'evento ufficiale che segna la nascita del campo di ricerca.

## La proposta di Dartmouth
L'evento viene proposto nel 1955 da John McCarthy, Marvin Minsky, Nathaniel Rochester e Claude Shannon, in un documento informale di 13 pagine noto come 'proposta di Dartmouth'. Il documento introduce per la prima volta il termine di intelligenza artificiale, e motiva la necessità della conferenza con la seguente asserzione:
(Proposta di Dartmouth, p. 1.)
Il documento discute poi quelli che gli organizzatori considerano i temi principali del campo di ricerca, tra cui le reti neurali, la teoria della computabilità, la creatività e l'elaborazione del linguaggio naturale.

## La conferenza
Oltre ai quattro autori della proposta di Dartmouth, la conferenza ebbe altri sei partecipanti: Ray Solomonoff, Oliver Selfridge, Trenchard More, Arthur Samuel, Allen Newell e Herbert Simon. Durante la conferenza, Newell e Simon presentarono il Logic Theorist, il primo programma esplicitamente progettato per imitare le capacità di problem solving degli esseri umani.

## AI@50
Nel 2005, per celebrare il cinquantenario della conferenza di Dartmouth, il Dartmouth College ha organizzato una nuova conferenza, la Dartmouth Artificial Intelligence Conference: The Next Fifty Years. La conferenza ha avuto 175 partecipanti, fra cui 5 partecipanti della conferenza originale: Marvin Minsky, Ray Solomonoff, Oliver Selfridge, Trenchard More, e John McCarthy. Una relazione riassuntiva della conferenza è stata pubblicata sulla rivista AI Magazine dall'organizzatore, James Moor.